# Saints & Sinners (Whitesnake)
| Recensione | Giudizio |
| ---------- | -------- |
| AllMusic   |          |

Saints & Sinners è il quinto album in studio del gruppo musicale britannico Whitesnake, pubblicato nel novembre del 1982 dalla EMI.
Le due tracce, Here I Go Again e Crying in the Rain, furono nuovamente registrate per l'album di maggior successo del gruppo, l'omonimo Whitesnake, uscito nel 1987.

## Il disco
La registrazione dell'album ebbe inizio nel 1981, poco dopo la fine del tour promozionale di Come an' Get It. Nonostante ciò, alcune tensioni iniziarono a svilupparsi all'interno del gruppo. In un'intervista del 1997, il chitarrista Micky Moody dichiarò:
"Nell'81 i ragazzi cominciavano ad essere stanchi. Andavamo a letto tardi e facevamo troppe feste. Non stavamo minimamente mettendo la parte la quantità di soldi che avremmo dovuto guadagnare. I Whitesnake sembravano essere sempre in debito, ed ho pensato: "che cos'è questo? Suoniamo in alcuni dei più grandi posti e continuano a dirci che siamo in debito, dove vanno a finire tutti questi soldi?" Non abbiamo guadagnato un granché da tutto questo e ti dicono che hai un debito da 200'000 sterline, mentre hai appena ottenuto sei dischi d'oro. Non ero solo io, perché ne avevamo tutti le scatole piene, eravamo irritati e stavamo perdendo il nostro senso d'identità. Eravamo alla fine, non potevamo andare oltre. È difficile per una band andare avanti per tre o quattro anni senza stancarsi gli uni degli altri e rimanere senza idee. Niente dura per sempre. Tutti volevamo fare qualcosa di diverso dopo alcuni anni, un album solista o metterci a scrivere con qualcun altro."

### Il licenziamento della band
Il cantante era preoccupato per la situazione precaria della band e passava molto tempo al telefono col suo avvocato. Verso la fine del 1981, durante le registrazioni dell'album, Moody abbandonò improvvisamente la band e Paice e Lord iniziarono ad essere sempre meno interessati. Di fronte alle difficoltà a portare avanti il lavoro, Mardsen propose a Coverdale l'eventualità di terminare il progetto. Nel suo libro di memorie, Where’s My Guitar? An Inside Story of British Rock and Roll", Bernie Mardsen racconta che la situazione si presentò proprio durante le registrazioni di Here I Go Again, alle quali Paice e Lord non si erano presentati per andare ad una corsa di cavalli.
"Guardai David nella sala controllo dello studio e pronunciai le parole fatali: "Tanto vale che finiamo tutto questo, David, un taglio, amico." I suoi occhi si allargarono. Mi sorrise ironicamente come se gli avessi tolto un peso dalle spalle. Disse che pensava di essere l'unico a pensarlo. Lo assicurai che non era così. Mi spiegò che aveva già fatto un incontro con gli avvocati in modo da togliersi di mezzo dalle mire manageriali."
Mardsen racconta che Coverdale aveva quindi convocato una riunione del gruppo in cui era stato deciso di licenziare la Seabreeze, l'agenzia di management del gruppo. Tuttavia, durante l'incontro finale, il manager Coletta entrò in studio al posto di Coverdale e iniziò a licenziare uno ad uno i membri della formazione storica dei Whitesnake:
"Il resto degli Whitesnake si riunì attorno al grande tavolo di onice viola: Jon Lord, Ian Paice, Neil Murray e io. Mi venivano le farfalle nello stomaco. Ci stavamo tutti guardando. Dov'era David?
"Prima che tu dica qualcosa," disse Coletta, "ho parlato con l'avvocato di David questa mattina, e i Whitesnake sono finiti per voi." Fece il giro della stanza, puntando il dito. "Sei fuori", disse, indicando Ian, Neil e, con mia totale sorpresa e shock, indicò anche me.
Ian Paice era stoico e lasciò la stanza. Jon sembrava cupo. Neil sembrava confuso. Io, semplicemente, non ci credevo. E poi è arrivato il colpo da maestro di Coletta. Mi ha preso da parte e ha detto che era in trattative con Hugh Stanley Clarke, capo di A&R alla EMI, e che volevano firmarmi come artista solista, ma... dovevo firmare un nuovo contratto quel giorno. Ancora sotto shock per le rivelazioni e sentendomi abbandonato, ho firmato. Potete crederci? Coletta mi ha persino portato alla EMI più tardi quel giorno per parlare dei miei nuovi e futuri piani."
Verso agosto, il cantante contattò Micky Moody e gli chiese di ritornare nella band. Nel frattempo, la formazione fu completata dagli ingressi di Mel Galley (ex chitarrista dei Trapeze), Cozy Powell (ex batterista dei Rainbow) e Colin Hodgkinson.
Il nuovo album era praticamente già stato completato, l'unico contributo della nuova formazione furono i cori registrati da Galley insieme a Moody presso i Battery Studios di Londra; le parti di batteria di Ian Paice e le tracce di basso di Neil Murray vennero lasciate intatte.

### The Snakes\The Company of Snakes\M3
Negli anni successivi, Coverdale estromise dal gruppo anche i restanti membri della formazione storica della band e trasformò completamente il progetto Whitesnake sia dal punto di vista musicale che da quello estetico. I nuovi Whitesnake diventarono uno dei gruppi principali della scena hair e glam metal grazie alla pubblicazione del disco omonimo nel 1987, che ebbe un successo di portata mondiale. Mike Moody abbandonò la band poco dopo la pubblicazione di Slide It In, nel 1984, accusando il cantante di essere interessato solo a collaborare con chitarristi tecnicamente virtuosi e di bell'aspetto. L'ultimo membro della formazione originale rimasto a quel punto era Neil Murray, che fu licenziato subito dopo le registrazioni di Whitesnake.
Moody e Mardsen militarono assieme in alcune formazioni a partire dal 1991. Anni più tardi, avviarono il progetto The Snakes, con cui intrapresero un tour europeo e riproposero per alcuni anni il catalogo classico della band, affidando l'interpretazione vocale ad un emulo di Coverdale, Jørn Lande. La formazione pubblicò un album omonimo ed un live. Successivamente, sotto il nome di The Company Of Snakes, vennero raggiunti anche da Neil Murray e dal cantante Stefan Berggren. In seguito, i tre ex-fondatori si sono esibiti sotto il nome di M3.

## Tracce
1. Young Blood – 3:30 (David Coverdale, Bernie Marsden)
2. Rough an' Ready – 2:52 (Coverdale, Micky Moody)
3. Bloody Luxury – 3:23 (Coverdale)
4. Victim of Love – 3:33 (Coverdale)
5. Crying in the Rain – 5:59 (Coverdale)
6. Here I Go Again – 5:08 (Coverdale, Marsden)
7. Love an' Affection – 3:09 (Coverdale, Moody)
8. Rock an' Roll Angels – 4:07 (Coverdale, Moody)
9. Dancing Girls – 3:10 (Coverdale)
10. Saints an' Sinners – 4:25 (Coverdale, Moody, Marsden, Neil Murray, Jon Lord, Ian Paice)

Tracce bonus nella ristampa del 2007
1. Young Blood (monitor mix/early vocals) – 3:30 (Coverdale, Marsden)
2. Saints an' Sinners (monitor mix/early vocals) – 4:24 (Coverdale, Moody, Marsden, Murray, Lord, Paice)
3. Soul Survivor (unfinished, unreleased song) – 3:08 (Coverdale, Moody, Marsden)

## Formazione
- David Coverdale – voce
- Micky Moody – chitarre, cori
- Bernie Marsden – chitarre
- Neil Murray – basso
- Jon Lord – tastiere
- Ian Paice – batteria
- Mel Galley – cori

### Produzione
- Martin Birch – produzione, ingegneria del suono, missaggio
- Guy Bidmead – ingegneria del suono
- Bryan New – ingegneria del suono (assistente)
- Peter Mew - rimasterizzazione presso gli Abbey Road Studios, Londra, 2007

## Classifiche
| Classifica (1982) | Posizione massima |
| ----------------- | ----------------- |
| Australia         | 65                |
| Austria           | 14                |
| Finlandia         | 7                 |
| Germania          | 28                |
| Giappone          | 42                |
| Nuova Zelanda     | 41                |
| Regno Unito       | 9                 |
| Spagna            | 17                |
| Svezia            | 45                |